# Males
Males (Malas) fou un escultor grec esmentat per Plini el Vell.
Diu que va viure després de Dipè i Escil·lis i que fou l'avi d'Anterí, per la qual cosa se suposa que va fer les seves escultures entre les olimpíades 35 i 40.